# Római Francia Akadémia

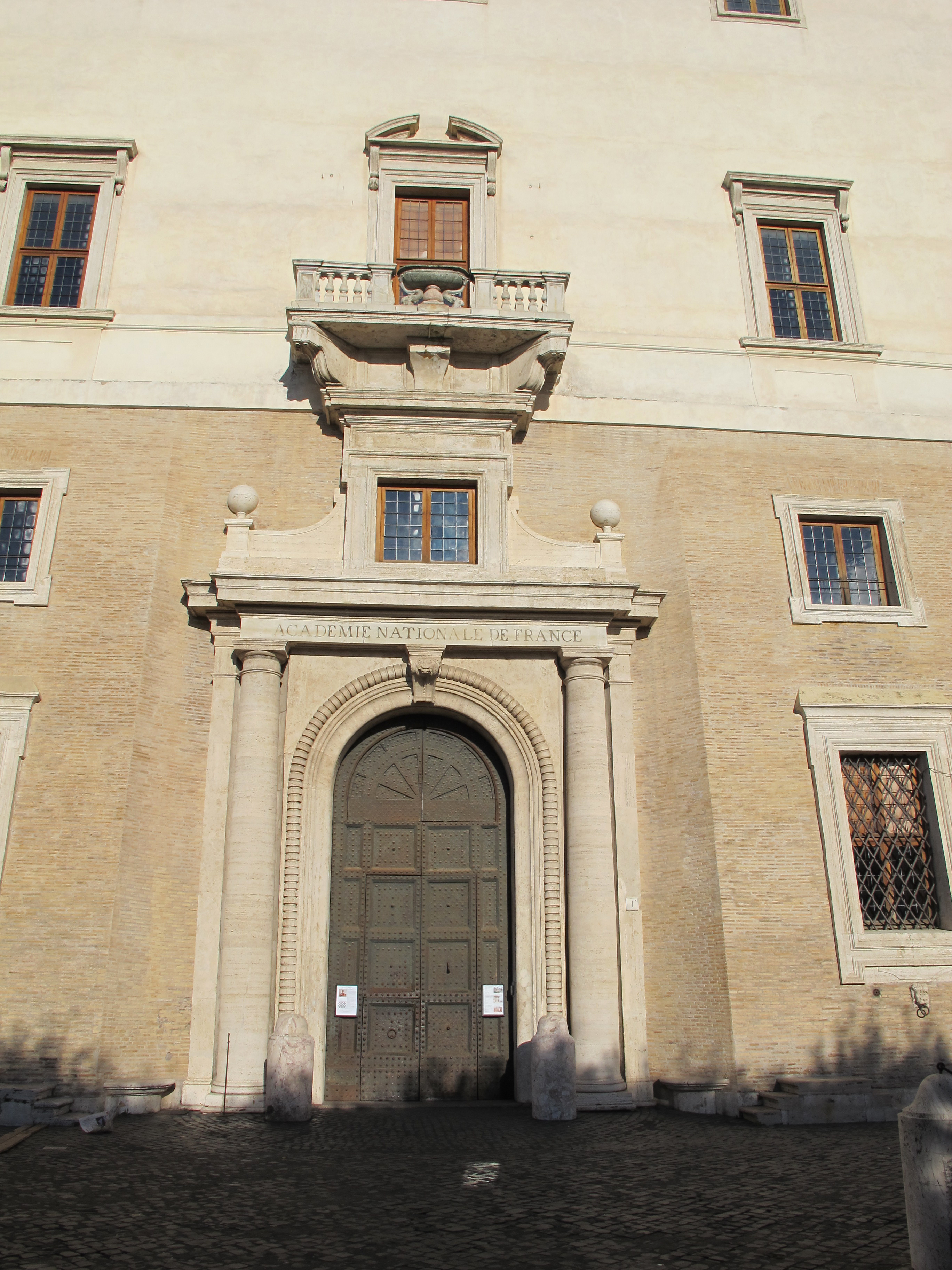
Villa Medici, az Académie Nationale de France portálja

A Római Francia Akadémia, egy francia művészeti intézmény, amely a római Villa Mediciben, a Pincio dombon az ott tartózkodó művészeket, kutatókat támogatja, lehetővé téve számukra, hogy kutatási projekteken dolgozzanak.
Kínálatában gazdag kulturális programok, kiállítások, koncertek, vetítések, irodalmi találkozók, konferenciák szervezése szerepelnek, gyakran együttműködve pályázatok vagy a korábbi pályázatok nyerteseivel. Feladata az is, hogy megőrizze a Villa Medicit és kertjeit, és a nyilvánosság számára bemutassa őket (hétfő kivételével) minden nap vezetett bemutatókkal.

## Története

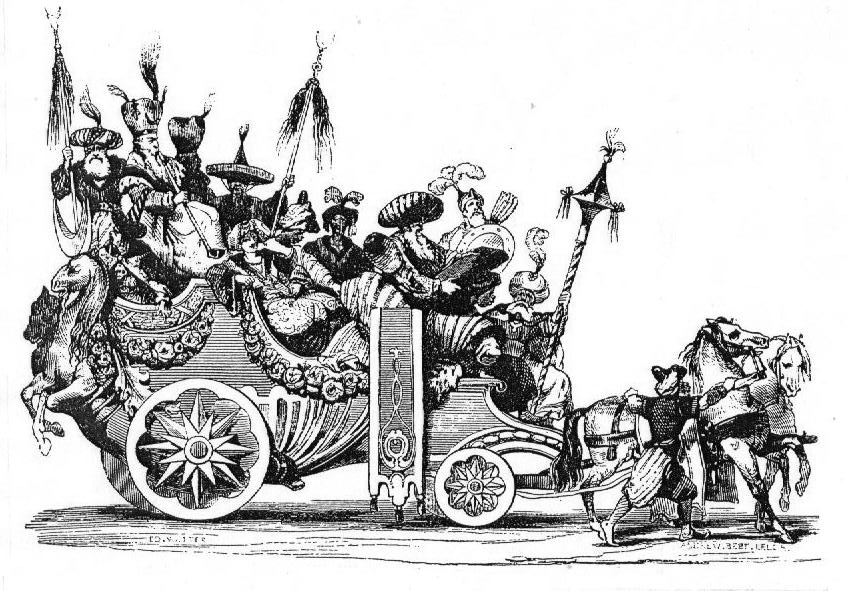
Az Académie művészeinek kocsija Rómában, az 1748-as karneválon

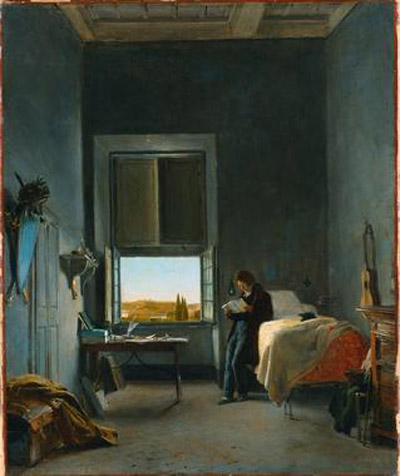
Az ösztöndíjas Léon Cogniet művész Villa Medici-beli dolgozószobájában

1666-ban Colbert azért alapította, hogy összegyűjtse a Római Díj nyerteseit, valamint a nagy francia nemesek által támogatott művészeket, a francia kapcsolatok erősítésére Rómával és általában Itáliával. Abban az időben az ösztöndíjasok három-öt évig tartózkodtak ott, aszerint, hogy melyik tudományágban tevékenykedtek.
Az első francia akadémia Rómában, a Gianicolón majd a Palazzo Manciniben, a Via del Corsón volt, 1799-ig, amikor helyét elfoglalták, a bútorait szétszórták. 1803-ban Napóleon költöztette az Akadémiát a Villa Medicibe, azzal a szándékkal, hogy megőrizzék az intézménynek a forradalom által fenyegetett kincseit, ami lehetővé tette a felfedezett fiatal művészek megismertetését mind az ókor, mind a reneszánsz remekműveivel, hogy inspirációt nyerjenek az „envois de Rome”-ról, az éves tanulmányok utáni remekekhez, amelyeket Párizsba küldtek és elbíráltak. Ez képezte az ösztöndíjasok kötelező gyakorlatát.
Az első világháború megszakította működését, majd Mussolini 1941-ben elkobozta a villát. A francia akadémia akkor elköltözött Nizzába, majd Fontainebleau-ba. A tanfolyamokat és a Prix de Rome-öt 1968-ban André Malraux beszüntette (aki ezt 1962-ben egyszer már megpróbálta). Az utolsó építészeti Grand prix-t 1967-ben adták ki, mivel az 1968-as események megakadályozták a folytatást. A párizsi Académie des beaux-arts, és a Francia Akadémia a Villa Mediciben elvesztették az Olasz Kulturális Minisztérium, valamint az Állam támogatását. Azóta a díjazottak nemcsak a hagyományos művészeti ágakat művelik (festőművészet, szobrászat, építészet, medálok vagy drágakővésés, zeneszerzés, hanem az addig elhanyagolt vagy azóta létrejötteket is (irodalom, díszlettervezés, fényképezés, filmművészet, művészettörténet, festményrestaurálás).
A Római Francia Akadémia ösztöndíjasai voltak többek között: Jean-Auguste-Dominique Ingres, Jean-Baptiste Carpeaux, Charles Garnier, Claude Debussy, Georges Bizet, François Bon, illetve mostanában Yan Pei-Ming, Pascal Dusapin, Laurent Grasso, Valérie Mréjen, Marie NDiaye, Xavier Beauvois és számos, nemzetközi szinten is elismert művészettörténész.

## Igazgatói
- 1666–1672: Charles Errard
- 1673–1675: Noël Coypel
- 1675–1684: Charles Errard

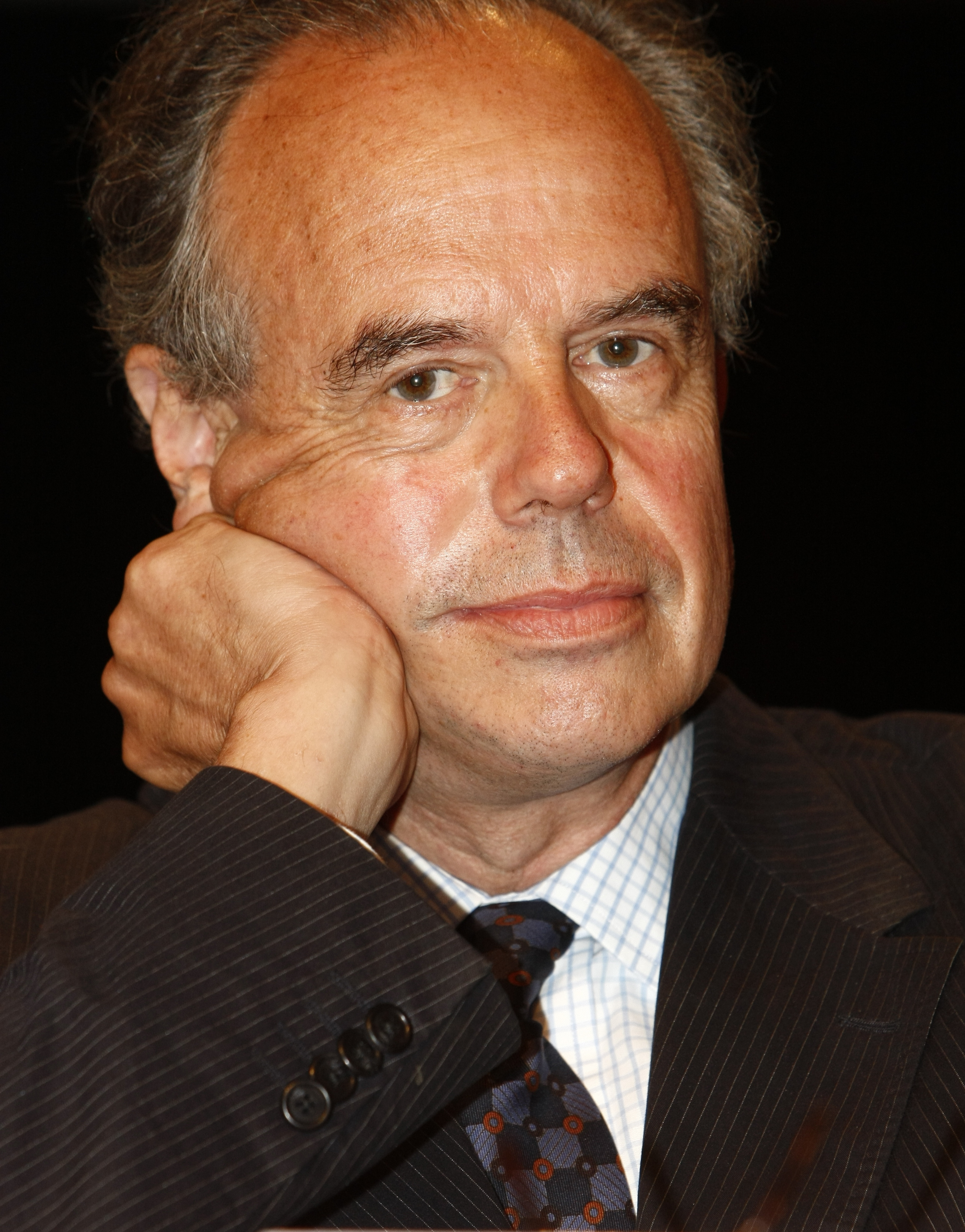
Frédéric Mitterrand 2008–2009-ben az intézmény igazgatójaként, mielőtt kulturális miniszterré kinevezték François Fillon második kormányába

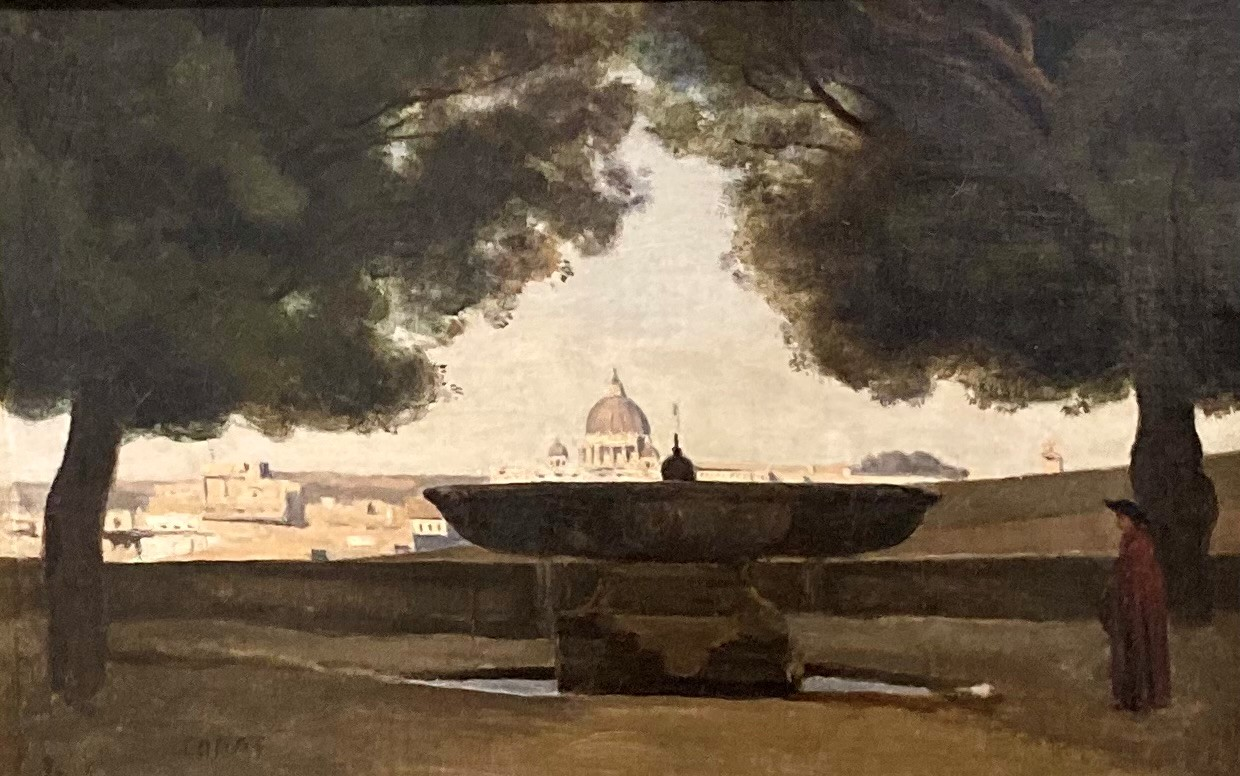
Az akadémia szökőkútja Jean-Baptiste Camille Corot képén

- 1684–1699: Matthieu de La Teullière
- 1699–1704: René-Antoine Houasse
- 1704–1725: Charles-François Poerson
- 1725–1737: Nicolas Vleughels
- 1737–1738: Pierre de L'Estache
- 1738–1751: Jean-François de Troy
- 1751–1775: Charles-Joseph Natoire
- 1775: Noël Hallé
- 1775–1781: Joseph-Marie Vien
- 1781–1787: Louis Jean François Lagrenée
- 1787–1792: François-Guillaume Ménageot
- 1792–1807: Joseph-Benoît Suvée
- 1807: Pierre-Adrien Pâris
- 1807–1816: Guillaume Guillon Lethière
- 1816–1823: Charles Thévenin
- 1823–1828: Pierre-Narcisse Guérin
- 1829–1834: Horace Vernet
- 1835–1840: Jean-Auguste-Dominique Ingres
- 1841–1846: Jean-Victor Schnetz
- 1847–1852: Jean Alaux
- 1853–1866: Jean-Victor Schnetz
- 1866–1867: Joseph-Nicolas Robert-Fleury
- 1867–1873: Ernest Hébert
- 1873–1878: Jules Eugène Lenepveu
- 1879–1884: Louis-Nicolas Cabat
- 1885–1890: Ernest Hébert
- 1891–1904: Jean-Baptiste-Claude-Eugène Guillaume
- 1905–1913: Charles-Emile-Auguste Durand, detto Carolus-Duran
- 1913–1921: Albert Besnard
- 1921–1933: Denys Puech
- 1933–1937: Paul-Maximilien Landowski
- 1937–1960: Jacques Ibert
- 1961–1977: Comte Balthazar Klossowski de Rola, detto Balthus
- 1977–1984: Jean Leymarie
- 1985–1994: Jean-Marie Drot
- 1994–1997: Pierre-Jean Angremy, alias Pierre-Jean Rémy
- 1997–2002: Bruno Racine
- 2002–2008: Richard Peduzzi
- 2008–2009: Frédéric Mitterrand
- 2009–2015: Éric de Chassey
- 2015 óta: Muriel Mayette-Holtz

## Fordítás
- Ez a szócikk részben vagy egészben  az   Académie de France à Rome című olasz Wikipédia-szócikk ezen változatának fordításán alapul.  Az eredeti cikk szerkesztőit annak laptörténete sorolja fel. Ez a jelzés csupán a megfogalmazás eredetét és a szerzői jogokat jelzi, nem szolgál a cikkben szereplő információk forrásmegjelöléseként.

## Bibliográfia
- Alessandro Franchi-Verney, Académie de France à Rome, 1666-1903, Párizs, Fischbacher, 1904
- Hervé Guibert, L'Incognito, romanzo nel quale l'autore racconta la sua vita all'Académie de France à Rome tra il 1987 e il 1989
- Alessandro Franchi-Verney, L’Académie de France à Rome, 1666-1903, Paris, Fischbacher, 1904
- Henry Lapauze, Histoire de l'Académie de France à Rome, Párizs, Plon, 1924, 2 tomes
- Marc Bayard, Émilie Beck Saiello et Aude Gobet (dir.), L’Académie de France à Rome. Le palais Mancini : un foyer artistique dans l’Europe des Lumières (1725-1792), Presses universitaires de Rennes, 2016 ISBN 978-2-7535-4287-7
- Jérôme Delaplanche (dir.), 350 ans de création : les artistes de l'Académie de France à Rome de Louis XIV à nos jours, catalogue d’exposition (Rome, Académie de France à Rome - Villa Médicis, 14 octobre 2016-15 janvier 2017), Milano : Officina Libraria, 2016 ISBN 978-88-99765-08-8